# Гусаківський Юрій
Гусаківський Юрій, чернече ім'я Геннадій, прізвище також Онсаковський, поль. Onsakowski, 1725, Попівці, Волинь — 1770, Кам'янець-Подільський) — український живописець з Волині, священник-василіянин.

## Біографія
Народився 1725 року в селі Попівці на Волині. Син Матея і Теодосії.
29 листопада 1753 року вже як маляр вступив до василіянського монастиря в Почаєві, де був пострижений у ченці 11 грудня 1754 р. Після Почаєва переїхав до монастиря в Піддубцях, а звідти до Рожища, де 1755 р. луцький унійний єпископ Сильвестр Рудницький висвятив його на священника. Потім повернувся до Почаївського монастиря, у якому прожив наступні вісім років, далі два роки і шість місяців у Піддубцях, а опісля в монастирі в Маліївцях. Помер від чуми 1770 року в Свято-Троїцькому монастирі в Кам'янці-Подільському.